# Шіґеру Міямото
Шіґеру Міямото (яп. 宫本 茂; народився 16 листопада, 1952) — легендарний японський геймдизайнер, який створив такі серії відеоігор як Mario, Donkey Kong, The Legend of Zelda, StarFox, Nintendogs, Wave Race і Pikmin для ігрових консолей Nintendo.
Шіґеру Міямото є найвідомішим у світі геймдизайнером, його часто називають «батьком сучасних відеоігор». Його ігри відрізняються досконалішим керуванням і неповторними світами, в яких гравцеві доводиться шукати безліч секретів і відкривати нові локації. Також багато його проєктів мають свою сюжетну лінію, яка зародилася в найперших іграх серії.
Коли Міямото почав працювати в Nintendo художником у 1980 році, йому було доручено розробити дизайн однієї з перших ігор для аркадних ігрових автоматів. Гра одержала назву Radar Scope і не мала популярності у США. Пізніше Міямото зробив редизайн: у підсумку з'явилася дуже вдала гра Donkey Kong, з головним персонажем Jump Man, згодом перейменованим на легендарного Mario. Незабаром Шіґеру Міямото став знаменитим продюсером Nintendo, створив безліч серій відеоігор, багато з яких популярні досі.
Зараз він директор і генеральний менеджер Nintendo EAD — корпоративного сектора Nintendo of Japan. У 1998 році Міямото став першою людиною в Залі Слави Академії Інтерактивних Мистецтв і Наук.

## Біографія

### Раннє життя
Шіґеру Міямото народився в Кіото, Японія. Він друга дитина Іїдзяке Міямото і Хінако Аруха. У дитинстві Шіґеру Міямото любив малювати і розфарбовувати картинки, досліджувати ландшафти, що оточують його будинок. Існують історії, що розповідають про його дослідженнях печер, озер та інших природних об'єктів, які потім позначилися на його роботі. Наприклад, гра The Legend of Zelda була інспірована у вигляді лабіринтів, схожих на будинок Шіґеру Міямото. Інший приклад — це історія персонажа Chain Chomp, який є ворогом у багатьох іграх за участю Маріо. У дитинстві на Міямото напала сусідський собака, яка сиділа на ланцюгу. Ім'я собаки «Cheru» згодом згадується у грі Star Fox. У 1970 року Міямото вступив до коледжу мистецтв Канадзава і через п'ять років закінчив його. Він стверджує, що любить електронну музику, а також слухає такі групи як Loving Spoonful, Nitty Gritty Dirt Band і The Beatles. У 1977 році Міямото вдалося зустрітися з Хіросі Ямауті, котрий був другом його батька і главою «Nintendo of Japan». Ямауті призначив Міямото художником і направив його на навчання до департаменту планування.

### Nintendo
У 1980 році компанія Nintendo of America намагалася зайняти місце на ринку аркадних ігрових автоматів. Після вдалих тестів прототипів Мінору Аракава замовив велику партію автоматів з грою Radar Scope. З часом їх змогли виробити і доставити в США. На жаль гра зазнала краху. Nintendo терміново потрібна була гра, яку можна встановити на ті ж самі автомати. Yamauchi доручив Міямото створити гру, яка або врятує, або знищить компанію.
Міямото проконсультувався з деякими інженерами компанії, в результаті народилася гра Donkey Kong. Як тільки гра була готова, чипи, які містять гру відразу ж попрямували в США, де встановлювалися в автомати з Radar Scope. Гра Donkey Kong стала абсолютним хітом і не тільки врятувала компанію, але і створила персонажів, які тепер у всіх відразу асоціюються з Nintendo.
Для гри Міямото створив трьох персонажів: Donkey Kong, Jump Man і Lady. Jump Man тепер відомий світу як Mario, персонаж став дуже популярним, і після дебюту в Donkey Kong він з'явився більш ніж в 100 іграх, які вийшли на різних ігрових платформах. Міямото сам склав музику для гри, використовуючи маленьку електронну клавіатуру.
У титрах ігор з Mario Міямото зазвичай позначається як продюсер. Винятки становлять ігри серіїSuper Mario Landдля кишенькової консолі Game Boy, у створенні яких він не брав участі (їх розробляв Гумпей Екої).
Попри те, що він дуже важлива фігура в ігровій індустрії і несе відповідальність за франчайзи, що стоять мільйони доларів, Міямото вважається дуже скромним. Він наполягає на врегулюванні його доходів із середнім рівнем і часто добирається до роботи на велосипеді.

### Конкуренція з Sony і Microsoft
При розробці Wii Міямото вперше почав безпосередньо брати участь у битві консолей. Він вирішив, що його колеги дуже зосереджені на хардкорних гравцях. Міямото вірив, що його проєкт допоможе обігнати по продажах PlayStation 3 і Xbox 360 завдяки його новому девізу: «Ігри повинні бути чимось, у що захоче грати кожен». «Був час, коли Nintendo не впливала на світ, як їй хотілося б», — каже він: «Ось чому я витратив стільки часу, вивчаючи нові способи управління, які ми можемо використовувати».
У перші шість місяців після початку продажів Wii обігнала за кількістю проданих консолей обох конкурентів. Коли Міямото запитали як він представляє цю конкуренцію в майбутньому, він відповів, що покладає великі надії на свою команду і сказав: «Я мрію про те, що Wii стане пристроєм, який кожен звикне бачити поруч із телевізором».

## Приватне життя
Як геймдизайнер Міямото проводить багато часу за відеоіграми. Крім цього він грає на гітарі і банджо. У Шіґеру Міямото є двоє дітей і дружина, Яско Міямото, яка була генеральним менеджером Nintendo of Japan в 1977 році. Жоден з дітей не висловив бажання займатися сімейним бізнесом. Міямото стверджує, що його дружина не любить відеоігри, але їй подобається Brain Age і Everybody Votes Channel. У Шіґеру Міямото є собака на ім'я Pikku, яка стала натхненням для Nintendogs.